# Лужаны (футбольный клуб)
Футбольный клуб «Лужаны» (укр. Футбольний клуб "Лужани") — украинский любительский футбольный клуб из посёлка Лужаны Черновицкой области. Выступает в Чемпионате Черновицкой области по футболу, Любительских чемпионатах Украины. Чемпион Украины среди любительских команд - 2008 года и Обладатель кубка Украины среди любительских команд - 2000 года.

## История
Футбольный коллектив в Лужанах был создан в 1947 году. Под названием «Колхозник» команда дебютировала в чемпионате области. Долгое время клуб занимал места в середине турнирной таблицы и только в середине 70-х годов начал прогрессировать уже под именем «Колос».
В 1975 году клуб впервые становится чемпионом области. Самых больших успехов команда достигла, начиная с 1996 года. В 2000 году клуб становится обладателем Любительского кубка Украины. В 2007 году завоёвывает бронзовые награды любительского чемпионата Украины. В следующем сезоне становится чемпионом Украины.

## Достижения
Всеукраинские
- Чемпион Украины среди любительских команд — 2008.
- Обладатель кубка Украины среди любительских команд — 2000.
- Бронзовый призёр чемпионата Украины среди любительских команд — 2007.

Областные
- Чемпион Черновицкой области (6): 1975, 2000, 2002, 2004, 2005, 2008.
  - Вице-чемпион (4): 1976, 2000, 2007, 2009.
- Обладатель кубка Черновицкой области[укр.] (6): 1998, 2000, 2001, 2003, 2007, 2009.
  - Финалист (6): 1982, 1996, 2002, 2004, 2006, 2008.

## Известные игроки
- Степан Маковийчук
- Руслан Гунчак
- Роман Шпирнов
- Василий Палагнюк
- Эльдар Аллахвердиев